# ジルジャン
1. ・合わせシンバル（主に管弦楽団・吹奏楽団等で使用のもの）
2. ・サスペンデッドシンバル（吊るすタイプのスタンドにて使用しているもの）

ジルジャン（英：Zildjian）は、アメリカ合衆国のシンバルのブランド。400年の歴史をもち、トルコのイスタンブールにいたアルメニア人シンバル職人が元であるが、今日は、アメリカ合衆国マサチューセッツ州に本拠を有するアヴェディス・ジルジャン社 (Avedis Zildjian Company) によって製造されている。同社は現在も世界最大規模のシンバルとドラムスティックのメーカーである。日本国内ではヤマハ株式会社のグループ会社である株式会社ヤマハミュージックジャパンが輸入販売を行っている。

## 歴史

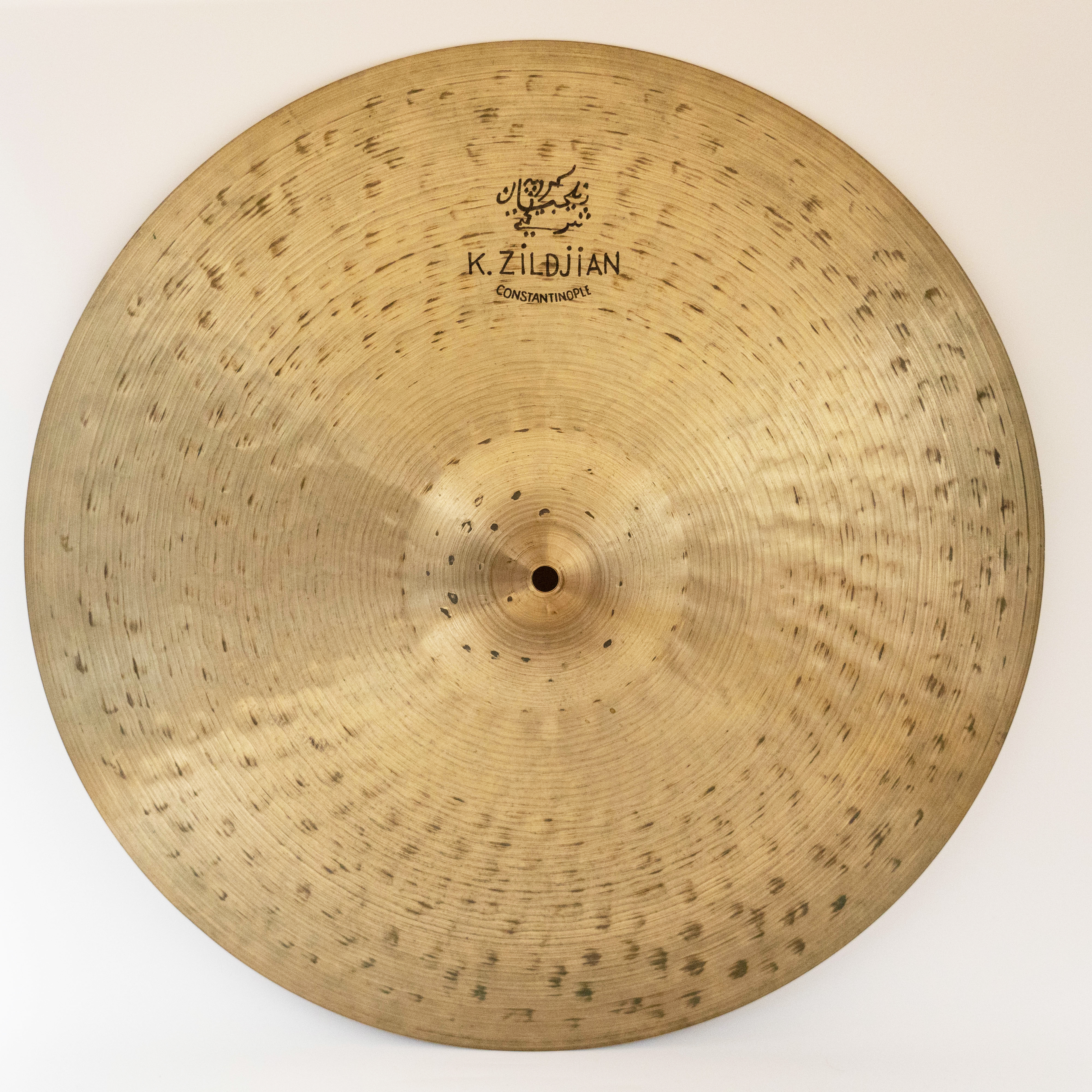
ジルジャンの最高級製品群「K Constantinople」シリーズのライドシンバル（K Constantinople Big Band Ride 21"）

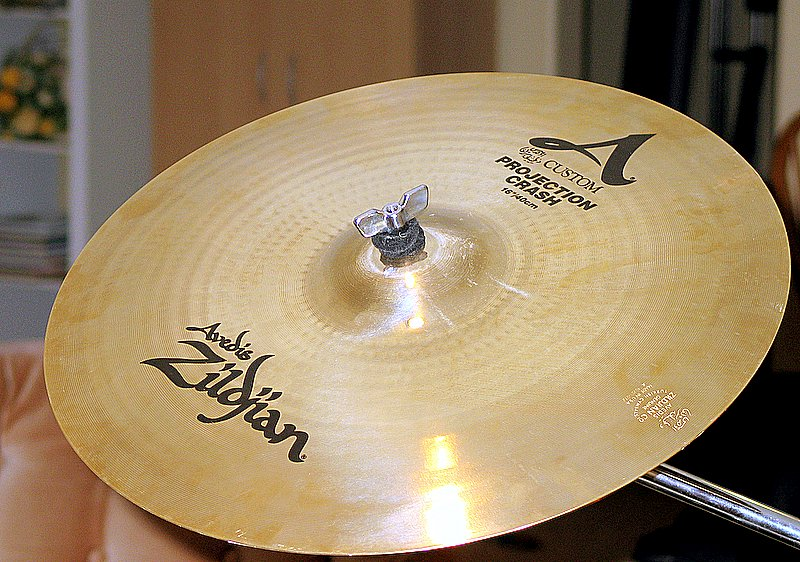
「A Custom」シリーズのクラッシュシンバル（A Custom Projection Crash 16"）

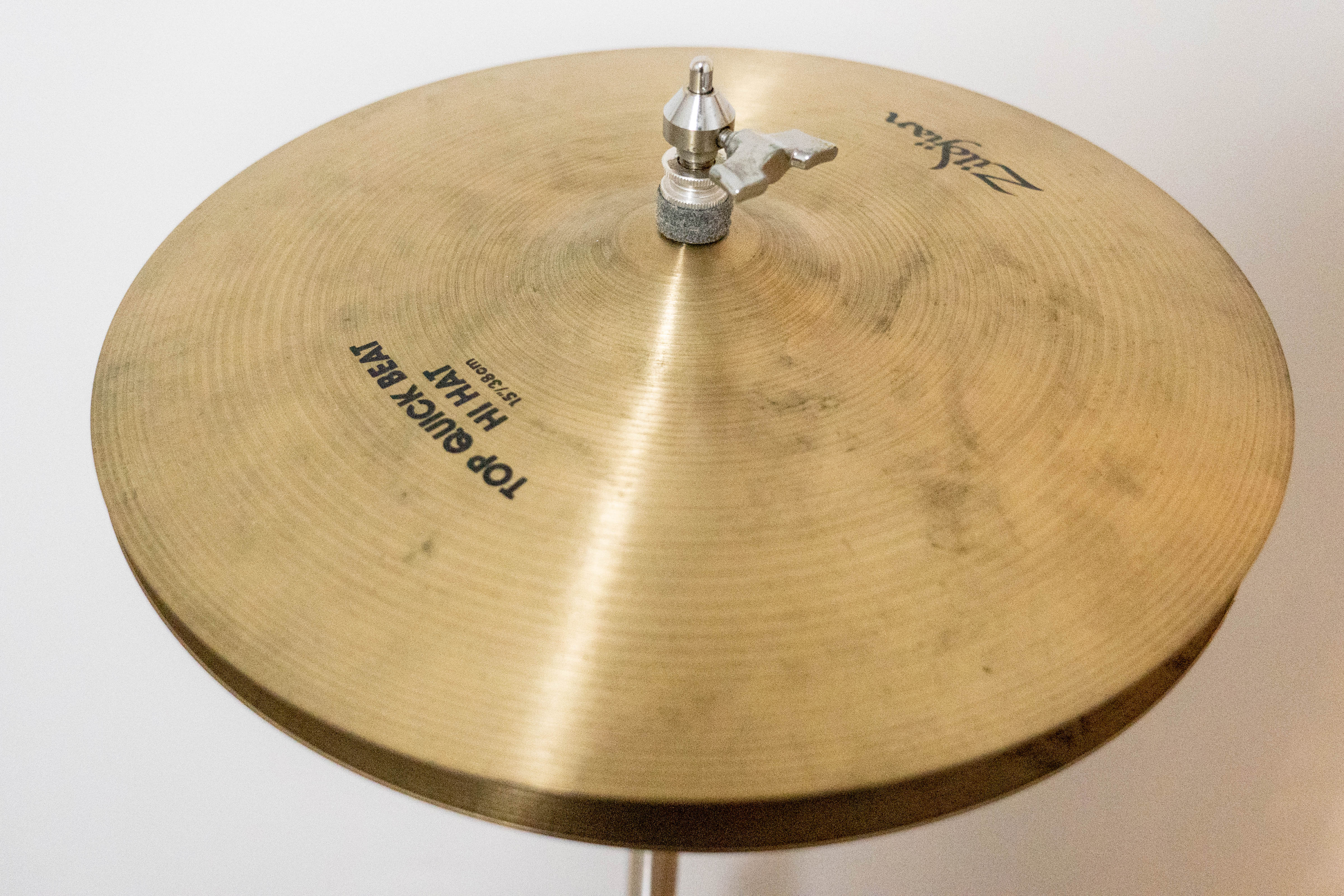
「A Zildjian」シリーズのハイハットシンバル（A Zildjian Quick Beat Hi Hat 15"）

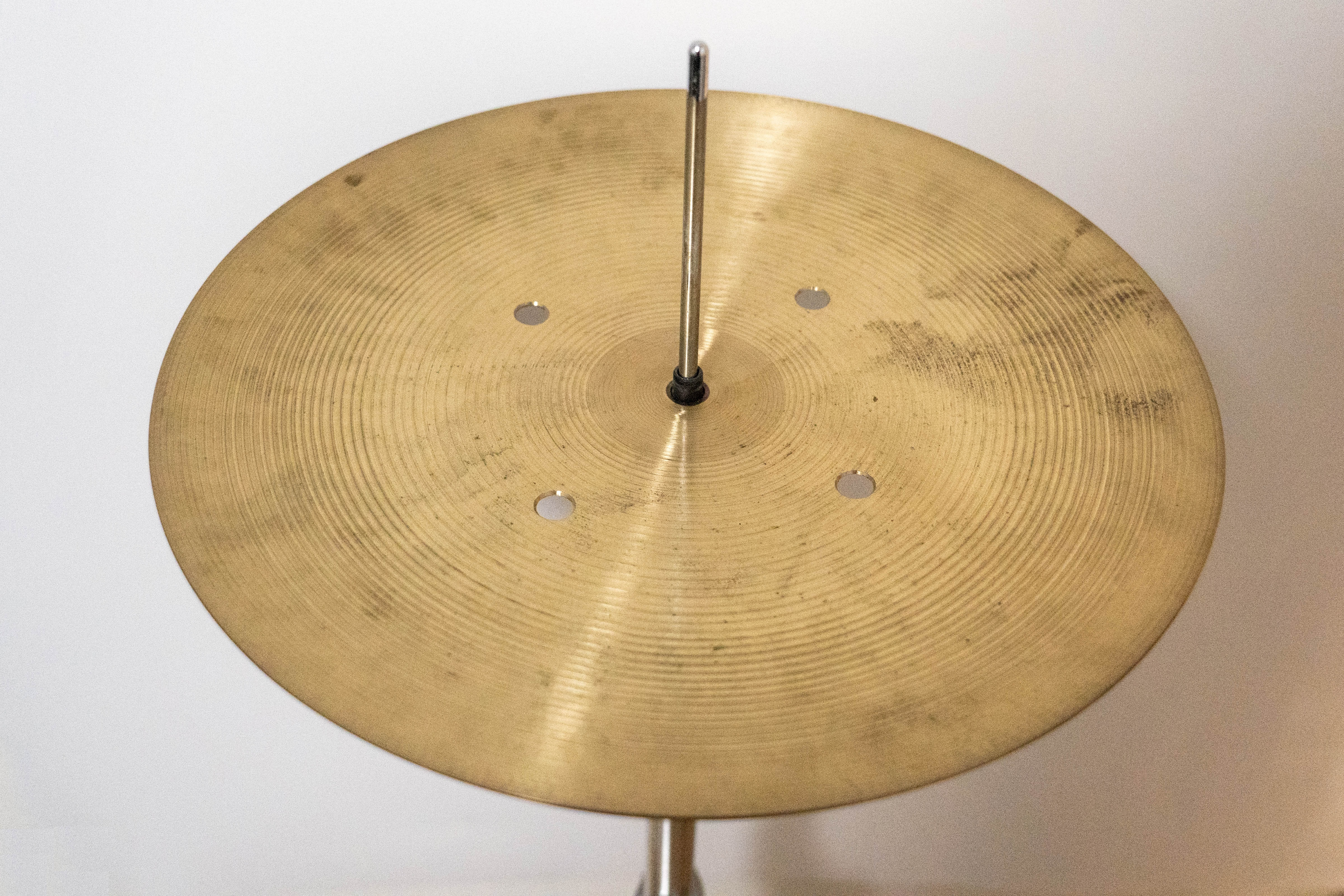
A Zildjian Quick Beat Hi Hatのボトム側はカップがない。さらに、ハイハットペダルを踏み込んだときの空気の抜けを良くするために穴を4つ開けている。他社も同じようなシンバルを販売しているが、大手3社でこのようなハイハットシンバルを開発したのはジルジャンが初めて

### ジルジャンの草分け
ジルジャンのシンバルは、17世紀の初頭にオスマン帝国の首都コンスタンチノープルにいたアルメニア人のアベディス1世のシンバル開発に始まる。アベディス1世は1596年に生まれ、皇帝に金属工として仕えていた。
1618年に合金の技術を使って錫、銅、銀などを材料に、それまでのシンバルとは異なる独自の製造法を発明。
1623年、アベティス1世は皇帝からシンバル製造を公式に認可される。その後ジルジャンのシンバルはヨーロッパでも高い評価を受けた。

### 中興
1600〜1800年代のジルジャン家族継承に関する正確な日付と事実は、大半が保管場所の火災等で全焼したため、残っていないという。
1800年代、ハルーティアン（先代）・ジルジャンの長男アベディス2世が継承者となった。

### KジルジャンとAジルジャン
1865年、アベディス2世が亡くなり、2人の息子（長男ハルーティアン（先代と同名）と次男アラム）がいたが、幼い長男にかわって、アベティス2世の弟ケロップがシンバル製造技術を受け継ぎ『K.ZILDJIAN&Cie（Kジルジャン社）』の名で、トルコのコンスタンチノープルでシンバルの製造を開始し、ここで『Kジルジャン』の歴史が始まる。またケロップはヨーロッパ、アメリカ合衆国の見本市においてシンバルを展示した。
ケロップは、本来の正統な継承者であるアベティス2世の長男・ハルーティアンも継承できる年頃になったが、当の本人は断固としてシンバル製造業を嫌い役人になったため、繰り上げで次男アラムにシンバル製造技術を継承した。アラムは『A.ZILDJIAN&Cie（Aジルジャン社）』の名で、やはりコンスタンチノープルでシンバルの製造を始めた。
本来の継承ではなく一時的にできたKジルジャンブランドだったが、1909年、ケロップが亡くなると、その娘婿ミカエル・ジルジャン（ミカエル・ダルカリアン）が後を引き継いだため、コンスタンチノープルでのKジルジャンシンバルの製造は続けられる事となりAジルジャンとは別にKジルジャンブランドの名を強める事となった。これにより、ジルジャンシンバルのブランド名は『Aジルジャン』（トルコA）と『Kジルジャン』（トルコK）の2つに分かれる事となる。
『Kジルジャン社』は、トルコ共和国の成立で、これまでイスタンブールの別名として対外的に通用していたコンスタンチノープルの名が使えなくなったため、ブランド名の刻印が『K ZILDJIAN&Cie CONSTANTINOPLE』（Kジルジャン・コンスタンチノープル）から『K ZILDJIAN&Co ISTANBUL』（Kジルジャン・イスタンブール）にかわり、ジルジャンの姓もトルコ語風に Zilcijan と綴られるようになった（なお1950年代には後にイスタンブールを設立するアゴップ・トムルシュク(Agop Tomurcuk)とメメット・タンデガー(Mehmet Tamdeger)が『Kジルジャン社』に勤め始める）。

### アメリカへ
1927年、アラムも歳をとり、次の継承者を探した。そして本来の継承者であった兄ハルーティアンの息子アベディス3世に手紙を書き、1929年、アラムの説得によりアベディス3世は新天地アメリカ、マサチューセッツ州クインシーで『AVEDIS ZILDJIAN（アベディス・ジルジャン社）』（アメリカAジルジャン社）を立ち上げた。
この時点でのジルジャンの名を冠するブランドはトルコ工場の『Kジルジャン』とアメリカ工場の『Aジルジャン』の2つである。『アメリカAジルジャン社』は、アメリカで様々な規格のシンバルを開発し、今日のドラムセットで使われるシンバルの基をつくった。同社のシンバルはジャズやロックといったアメリカ発の音楽で使われるようになって世界に広がっていった。
1968年、アベディス3世の次男ロバートを責任者にして、カナダのニューブランズウィック州に新工場『AZCO（カナダAジルジャン社）』を設立。
1972年からその翌年にかけて、マサチューセッツ州のノーウェルに新工場を開設（この際にシンバルのカップの大きさ（特に18インチ）やレイジングに若干の変更が加えられたらしい）。同時にジルジャン創設350周年を祝う。

### トルコKジルジャンの終焉と近況
1970年代ごろ、『Kジルジャン社』は『アメリカAジルジャン社』に買収される。1977年、アベディス3世は長男アーマンドを社長に任命する。アーマンド就任記念なのかこの時に新しいZildjianロゴの発足と共に白抜きのZildjianロゴをシンバル裏側にプリントするようになる（それまでのロゴは全部大文字でZILDJIANのJが下に出っ張っているロゴだった）。1977年にトルコの『Kジルジャン社』の工場は閉鎖されてカナダ工場に統合され、1865年から続いた伝統の本場トルコKジルジャンの長い歴史に幕を閉じる事となる。
1978年、Kジルジャン商標のトルコ製シンバルによる使用は商標権者の『アメリカAジルジャン社』によって禁止され、Kジルジャンブランドの製造はカナダ工場の『AZCO（カナダAジルジャン社）』で行われるようになった。なお、トルコKジルジャンの職人のうちトルコに残った者は1980年に『イスタンブール・シンバル社』を興し、その流れを汲むシンバル工場は現在は数社に分かれている。
1979年にアベディス3世が没した後、相続者の長男アーマンドと次男ロバートの間で会社が分割される。1981年にロバートのカナダ工場『AZCO（カナダAジルジャン社）』が独立して『SABIAN（セイビアン社）』となった。この時点でKジルジャンブランドの製造に関しては名称・商標が使えない『セイビアン社』はカナダK製造時代の流れを受け継ぎ、HH（ハンド・ハンマード）の名称で製造販売開始し、Kジルジャン商標が使える『アメリカAジルジャン社』はビッグKロゴ入りのKジルジャンシンバルを製造販売開始した。
2002年にはアーマンドが没し、現在同社はアーマンドの2人の娘、クレーギーとデビーが経営している。

## 系譜
- トルコ工場 『Aジルジャン社』【1623〜1865】（トルコA製造）→『Kジルジャン&Cie社』【1865〜1977】(トルコK製造) →『イスタンブール社』【1980〜現在】
- トルコ→ルーマニア工場『Aジルジャン&Cie社』【1909?〜1927?】（トルコA製造）
- アメリカ工場『アメリカAジルジャン社』【1929〜現在】（アメリカA・1981〜アメリカK製造）
- カナダ工場 『AZCO(カナダAジルジャン社)』【1968〜1981】（ZILCO・カナダA・カナダK製造）→『セイビアン社』【1981〜現在】（HH・AA製造）

## 現行製品ライン

### ドラムセット向け

#### B20キャスト・ブロンズ製
・K Constantinople

・Kerope

・K Custom

・K Zildjian

・A Avedis

・A Custom

・A Zildjian

・Z Custom

#### B12シート・ブロンズ製
・S Zildjian

・S Dark

#### B8シート・ブロンズ製
・I Family

#### ブラス製
・Planet Z

#### その他
・FX（チャイナ・シンバルや穴あきシンバルなど、エフェクト・シンバルを揃えたライン。製品によって素材が変わる）

・L80 Low Volume（練習用の消音シンバル。シンバル全面に大量の細かい穴が空いている）

### オーケストラ、ドラム・コー向け

#### B20キャスト・ブロンズ製
・K Constantinople Orchestral

・K Symphonic

・A Zildjian Classic Orchestral

・A Zildjian Symphonic Tone

・A Zildjian Concert Stage

・A Zildjian Stadium

・A Zildjian Z-MAC

#### B12シート・ブロンズ製
・S Band

#### B8シート・ブロンズ製
・I Band

#### ブラス製
・Planet Z Band

## 主なエンドーサー

### 海外
- ティム・アレキサンダー（プライマス）
- クリフ・アーモンド（ミシェル・カミロ、マンハッタン・トランスファー、ウェイン・クランツなど）
- カーター・ボーフォード（デイヴ・マシューズ・バンド）
- ブライアン・ブレイド（ウェイン・ショーター、ジョニ・ミッチェル、ケニー・ギャレットなど）
- キース・カーロック（TOTO、スティーリー・ダン、ウェイン・クランツなど）
- ディーン・カストロノヴォ（ジャーニー、オジー・オズボーン、スティーヴ・ヴァイなど）
- デニス・チェンバース
- ソニー・エモリー（アース・ウィンド・アンド・ファイアー、リー・リトナー、エリック・クラプトンなど）
- ピーター・アースキン（ウェザー・リポート、ワード・オブ・マウス・ビッグ・バンド、ステップス・アヘッドなど）
- スティーヴ・ガッド
- トリロク・グルトゥ（ジョン・マクラフリン、ジョー・ザヴィヌルなど）
- オマー・ハキム（ウェザー・リポート、スティング、デヴィッド・ボウイなど）
- ギャヴィン・ハリソン（キング・クリムゾン、ポーキュパイン・ツリー、パイナップル・シーフなど）
- ロイ・ヘインズ
- ジョージ・コリアス（ナイルなど）
- ジョーイ・クレイマー（エアロスミス）
- トミー・リー（モトリー・クルー）
- マイク・マンジーニ（ドリーム・シアター、エクストリーム、スティーヴ・ヴァイなど）
- ポール・マズルケビッチ（カンニバル・コープス）
- マルコ・ミンネマン（ジョー・サトリアーニ、ポール・ギルバート、U.K.など）
- サイモン・フィリップス（TOTO、ジェフ・ベック、マイケル・シェンカー・グループなど）
- エリック・シンガー（KISS、アリス・クーパー、ブラック・サバスなど）
- ネイト・スミス（パット・メセニー、デイヴ・ホランド、ポール・サイモンなど）
- スティーヴ・スミス（ジャーニー、ヴァイタル・インフォメーション、ステップス・アヘッドなど）
- マット・ソーラム（ガンズ・アンド・ローゼズ、ヴェルヴェット・リヴォルヴァーなど）
- リンゴ・スター（ビートルズ）
- ロジャー・テイラー（クイーン）
- ラーズ・ウルリッヒ（メタリカ）

### 日本国内（50音順）
- Aika（ЯeaL）
- AKANE（BAND-MAID）
- 江島啓一（サカナクション）
- 大貫みく（the peggies）
- KAI（the GazettE）
- 叶 亜樹良（氣志團サポート）
- Katsuma（coldrain）
- かどしゅんたろう
- 川口千里
- 﨑山龍男（スピッツ）
- 神保彰
- 菅沼孝三
- 鈴木英哉（Mr.Children）
- そうる透
- Tomoya (ONE OK ROCK)
- 中西雅哉（THE ORAL CIGARETTES）
- ねぎ (Novelbright)
- 長谷川浩二
- ピエール中野（凛として時雨）
- 響 (摩天楼オペラ)
- 堀之内大介（Base Ball Bear）
- もりもりもと（ヤバイTシャツ屋さん）
- YOSHIKI（X JAPAN）
- 吉田雄介（tricot）
- LOVE大石（ラックライフ）